# عندق الفجر
عندق الفجر (الاسم العلمي: Nemipterus aurora) (بالإنجليزية: Dawn threadfin bream)‏ هو نوع من الأسماك يتبع جنس العندق من فصيلة العندقات.